# Frédéric Chopin

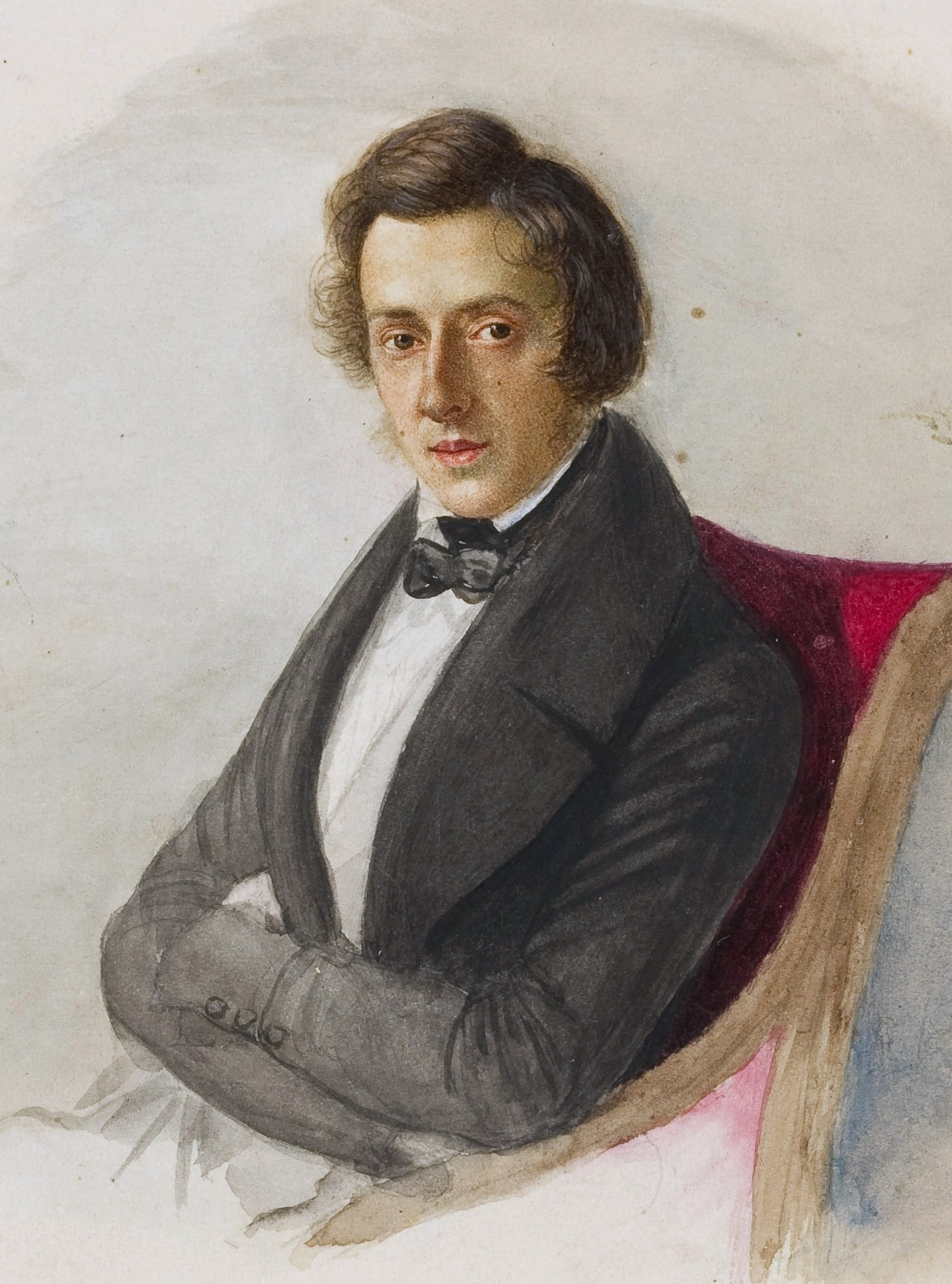
Chopin vid 25 års ålder, tecknad av hans fästmö Maria Wodzińska, 1835

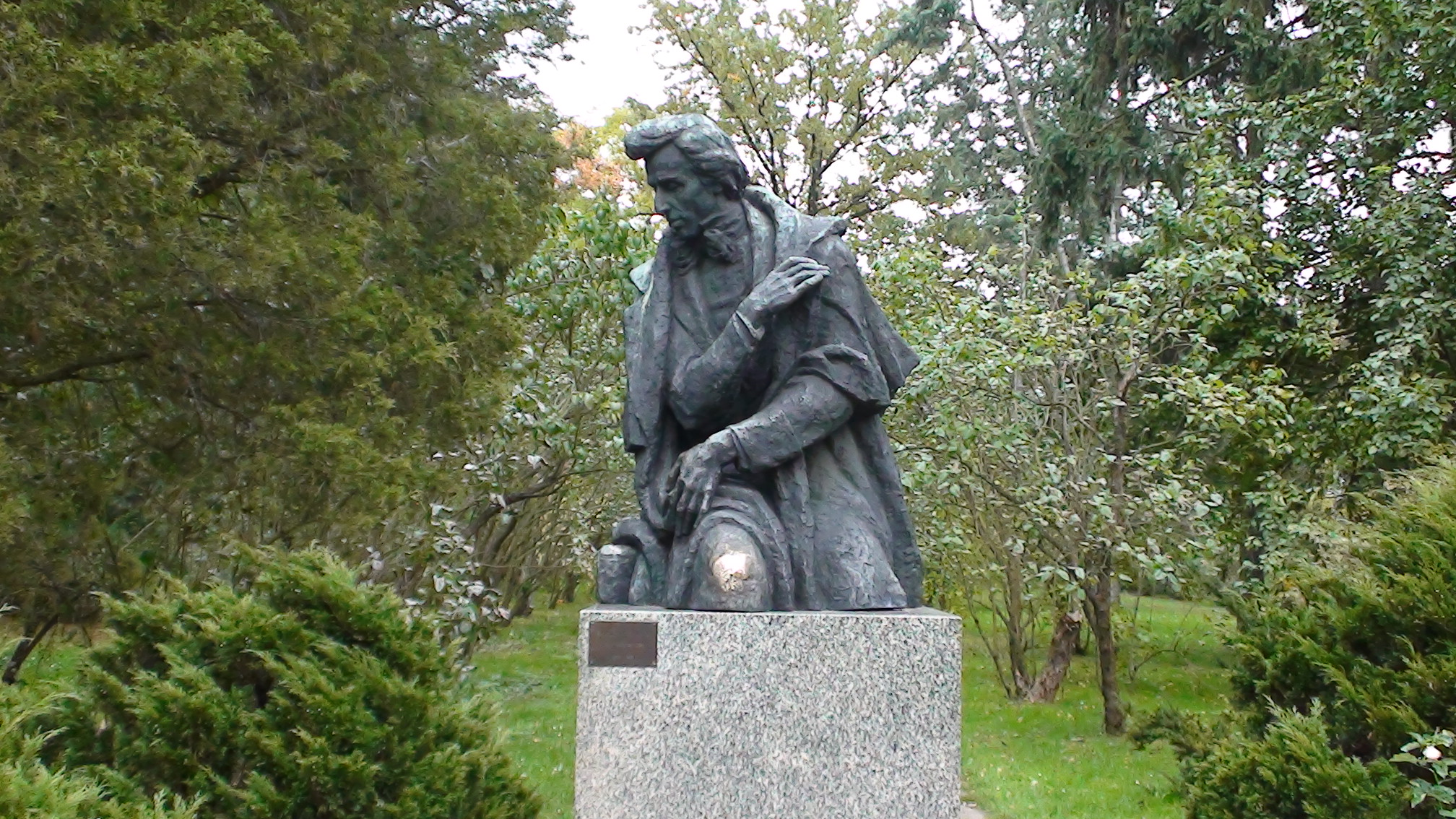
Minnesmärke av skulptören Józef Gosławski över Chopin i hans födelseort Żelazowa Wola.

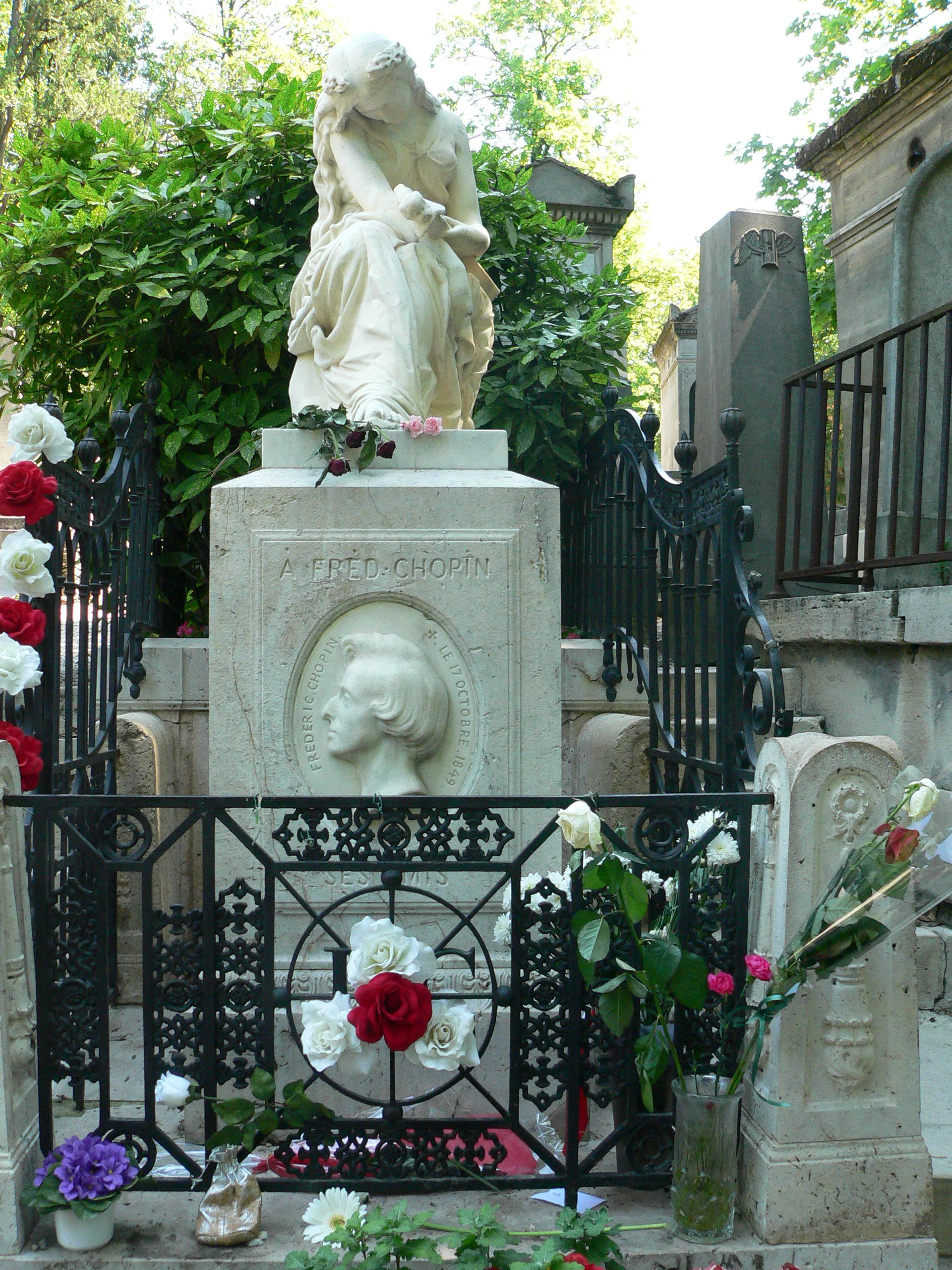
Chopins gravmonument på Père-Lachaisekyrkogården i Paris.

Frédéric François Chopin (polska: Fryderyk Franciszek Chopin, ibland även Szopen; franskt uttal: [fʁedeʁik fʁɑ̃swa ʃɔpɛ̃]; polskt uttal: [frɨˈdɛrɨk fraɲˈt͡ɕiʂɛk ˈʂɔpɛn], äldre svenskt uttal: [ʂɔˈpɛŋ]), född 1 mars 1810 i Żelazowa Wola i Polen, död 17 oktober 1849 i Paris i Frankrike, var en polsk kompositör, pianovirtuos och pianopedagog.

## Biografi
Frédéric Chopin föddes i den lilla byn Żelazowa Wola i närheten av Warszawa. Hans far Nicolas Chopin, en i Polen naturaliserad fransman, tjänstgjorde vid tiden för sonens födelse som informator i en polsk adelsfamilj och även familjen Chopin bodde på godset. Den unge Frédérics musikaliska talang visade sig mycket tidigt. Innan han fyllt 10 år var han redan ett berömt underbarn om vilket tidningarna skrev långt utanför Warszawas gränser. Han uppträdde som huvudattraktion på tillställningar för de förmögnaste adels- och furstehusen. 
Hans förste pianolärare efter fadern var Wojciech Żywny, som dock efter några år insåg att pojkens talang översteg hans egen musikaliska förmåga. Ansvaret för Chopins bildning lades istället på den berömde musikpedagogen Józef Elsner. Elsners inverkan på det unga geniets utveckling står utom all diskussion. Trots att han lät Chopin göra som han ville med de rent tekniska pianoövningarna var han mycket strikt i den teoretiska skolningen och gav på så sätt Chopin möjlighet till hans framtida skapande. Under tiden Elsner undervisade honom, tillkom några av Chopins pianotekniskt mest avancerade verk, inklusive hans båda pianokonserter. Elsners undervisning varade fram till Chopins hastiga flykt till Paris 1830. Chopin framträdde offentligt som pianist i Warszawa 1827. Han gav konserter i Wien 1829, och hade just gett sig av på en ny konsertresa, då han möttes av budet om upproret i Warszawa.

### Paris
1830 utbröt det så kallade Novemberupproret (polska: Powstanie listopadowe) i Warszawa, då polska frihetskämpar tog till vapen mot den tsar-ryska makten (det ryska imperiet hade sedan Polens tredje delning 1795 styrt över landet). Chopin befann sig då i Stuttgart och mottog nyheten med kraftiga känslomässiga reaktioner. Trots sin första impuls att återvända till Polen för att ansluta sig till upprorsstyrkorna bönhörde han sina kamrater som bad honom att låta bli och begav sig istället till Paris för att aldrig återvända till Polen. Novemberupproret slogs efter några månader ner och Chopins dagbok vittnar om hemska kval som den unge patrioten kände inför sitt hemlands öde.
I Paris umgicks han med en stor grupp illustra polska flyktingar, bland andra skalden Adam Mickiewicz som länge och utan framgång försökte locka Chopin till ett samarbete som enligt hans planer skulle resultera i ett patriotiskt musikepos. Chopins charmanta och belevade sätt tillsammans med hans enorma talang beredde vägen till de fina salongerna, och han antogs ofta felaktigt vara av polsk adel, fastän han själv aldrig hävdade några sådana anor. I det konstnärligt blomstrande Paris blev han också snabbt vän med musikerna Franz Liszt, Hector Berlioz och Robert Schumann, målaren Eugène Delacroix och författarna Honoré de Balzac och Aurore Dudevant, mer känd under pseudonymen George Sand.
Med den sistnämnda inledde han så småningom ett mångårigt förhållande och de skulle bli ett hett par i den parisiska skvallersfären. George Sand var några år äldre än Chopin och intog ibland en nästan moderlig inställning till sin älskare. Hon var alltför medveten om hans vid det här laget sviktande hälsa och pysslade gärna om honom på sitt familjegods i Nohant-Vic. Det var också med henne som Chopin tillbringade de ödesdigra månaderna vintern 1838–1839 på Mallorca som skulle bli början till slutet för honom.
De hade hyrt ett litet hus där de till en början njöt av höstvädret på ön. Under vintern blev dock vädret osedvanligt kallt och regnigt för årstiden, och hans hälsa försämrades på grund av detta snabbt. När husägaren nåddes av ryktet om Chopins tuberkulos sade han upp kontraktet och de fick istället söka annat uppehälle. Den enda plats de kunde finna var i ett kloster i den närliggande byn Valldemosa. De insåg att slutet var nära och gjorde allt för att komma tillbaka till Frankrike och Marseille där en duktig läkare i stort sett botade Chopin från hans sjukdom på ett par månader. 
Han var nu inne i en mycket produktiv fas i närmare tio år, men med sviktande hälsa och ett stormigt förhållande med Sand blev han till slut mycket svag. Sand var en revoltör, uppträdde till exempel offentligt iförd byxor, ett etikettsbrott i 1800-talets Paris, och hon skrev samhällskritiska romaner. Chopin å andra sidan var av den gamla skolan som värnade om traditioner och historia. Ett annat störningsmoment var George Sands tonårige son, Maurice, som aldrig accepterade Chopins närvaro. Kort före Chopins död bestämde de att gå skilda vägar.

### Slutet
Med allt svagare livsgnista och bedrövad över den revolution som bröt ut i Paris februari 1848 lät sig Chopin övertalas av en brittisk arvtagerska att göra en turné i England och Skottland. Han blev mycket entusiastiskt mottagen i London, där han kämpade med en utmattande dagordning av lektioner och uppträdanden. Med svikande styrka och hälsa orkade han dock inte upprätthålla detta sociala liv. Värre var att han heller inte orkade komponera längre, och det gick nu snabbt utför med hans liv. Hans sista offentliga framträdande blev på en scen i Newcomes-hallen i London den 16 november 1848. Där spelade han för polska flyktingar i ett slags sista patriotisk gest. Hans nu långt framskridna lungsjukdom och försvagade allmäntillstånd blev inte bättre av det fuktiga vädret i Storbritannien, och kort efter återkomsten till Paris hösten 1849 avled Frédéric Chopin i kretsen av sina närmaste vänner och sin syster. Han begravdes på kyrkogården Père-Lachaise i Paris till musiken av Mozarts Requiem, som han själv önskat. Hans hjärta har, i enlighet med hans testamente, förts till Polen och ligger bevarat i kyrkan Świętego Krzyża (Det Heliga Korset), som ett tecken på hans aldrig sviktande kärlek till sitt fädernesland.
Chopin obducerades, men obduktionsprotokollet försvann och har ej återfunnits. Fram till 1960-talet ansågs dödsorsaken ha varit tuberkulos, men senare har flera mer eller mindre sannolika diagnoser föreslagits. Delvis har man gjort jämförelser med systern Emilias insjuknande i barndomen och död vid 14 års ålder, och då misstänkt bl.a. cystisk fibros, men även alfa-1-antitrypsinbrist som orsakar emfysem, kronisk bronkiektasisjukdom, eller (mindre sannolikt) primär ciliär dyskinesi (Kartageners syndrom), en sällsynt sjukdom som medför att bland annat luftvägarnas cilier fungerar dåligt och därför bidrar till kronisk sekretstagnation i luftvägarna med försämrad lungfunktion som följd.

## Verk
Bland Chopins verk, varav samtliga inkluderar pianot, tillhör de 21 nocturnerna de mest utmärkande. Dessa förhållandevis små stycken (cirka 3–8 minuters speltid) beskrivs vanligen som "nattens sånger" eller "piano bel canto". De kännetecknas av en sångbar och utsmyckad melodi i höger hand, med ett ackompanjemang i vänster hand (inte sällan genom brutna ackord). Denna sångbarhet och den sirliga utsmyckningen återspeglar den melodiska linjens vokalkaraktär, som har en direkt modell i den italienska operans bel canto-tradition (Chopin var en stor beundrare av i synnerhet Bellini). När det gäller formen kan merparten av nocturnerna jämföras med den operatiska da capo-arian med ornamenterad repris. Denna tredelade form består av två melodiska yttersektioner och en dramatiskt kontrasterande centralsektion.

### Ett urval av verk
- Ballader – nr 1 i g-moll, op. 23; nr 2 i F-dur, op. 38; nr 3 i Ass-dur, op. 47; nr 4 i f-moll, op. 52
- Barkaroll i Fiss-dur, op. 60
- Berceuse i Dess-dur, op. 57
- Etyder – op. 10 & 25 (bland annat "Revolutionsetyden", op. 10 nr 12)
- Fantasi i f-moll, op. 49
- Impromptun – inklusive Fantasie-Impromptu i ciss-moll, op. 66
- Mazurkor - bland annat nr 1 i Bess-dur, op. 7 nr 1
- Nocturner – bland annat nr 2 i Ess-dur, op. 9 nr 2; nr 13 i c-moll, op. 48 nr 1
- Pianokonserter – nr 1 i e-moll, op. 11; nr 2 i f-moll, op. 21
- Polonäser – inklusive Polonaise-Fantasie i Ass-dur, op. 61
- Preludier op. 28 (i samtliga 24 tonarter – bland annat "Regndroppspreludiet" i Dess-dur, op. 28 nr 15)
- Scherzon – nr 1 i h-moll, op. 20; nr 2 i b-moll, op. 31; nr 3 i ciss-moll, op. 39; nr 4 i E-dur, op. 54
- Sonater – nr 2 i b-moll, op. 35 (inklusive "Begravningsmarschen", tredje satsen); nr 3 i h-moll, op. 58
- Sånger – op. 74 (bland annat Życzenie, op. 74 nr 1)
- Valser – inklusive op. 34 & 64 (bland annat "Minutvalsen" i Dess-dur, op. 64 nr 1)

### Musikverk med anknytning
- Den österrikiske tonsättaren, pianisten och författaren Gerhard Rühm gav 1988 ut das leben chopins und andere ton-dichtungen (Chopins liv och andra tondiktningar), Edition Block EB 115/6, Berlin, DoLP.

## Eftermäle
Nedslagskratern Chopin på planeten Merkurius och asteroiden 3784 Chopin är uppkallade efter Frédéric Chopin.